# نای
نای (به انگلیسی: trachea) اندامی لوله مانند در دستگاه تنفسی است که از انتهای حنجره آغاز و به نایژه‌ها ختم می‌شود. این عضو حدود ۱۲ سانتی‌متر طول و ۲ سانتی‌متر قطر دارد. در طول نای ۱۶ تا ۲۰ قطعه غضروفی C شکل وجود دارد. نای وظیفه انتقال هوا را به درون شش‌ها برعهده دارد و سطح داخلی آن به وسیلهٔ بافت مطبق کاذب منشوری مژه‌دار پوشیده شده‌است.
- در جلوی نای و در قسمت بالایی، غده تیروئید و در قسمت پایین، سرخرگ بازویی‌سری و سیاهرگ بازویی‌سری چپ قرار می‌گیرند. شعبه های نای  که در تصویر بالا مشاهده می کنید نایژه و ریه ها که بعد از نای قرار گرفته اند